# Флаги военно-морского Свода сигналов СССР
Военно-морской свод сигналов — набор сигнальных флагов, применявшийся наряду с семафорной азбукой в ВМФ СССР для передачи информации (сигналов, приказов) между кораблями и береговыми службами. 
Свод сигналов ВМФ СССР происходит от аналогичного свода сигналов военно-морского флота Российской империи и с незначительными изменениями сохраняется в военно-морском флоте России.

## Флажная сигнализация
Военно-морской свод сигналов СССР и России построен по принципам, аналогичным международному своду сигналов.
Полный набор флагов состоит из 59 флагов: 32 флага соответствуют буквам русского алфавита, 10 флагов соответствуют цифрам, 4 флага являются дополнительными и 13 имеют специальное значение.

### Буквенные флаги
| Буква                                            | Флаг                                    | Код Морзе                               | Значение                                                                    |
| Флаги, соответствующие буквам кириллицы          | Флаги, соответствующие буквам кириллицы | Флаги, соответствующие буквам кириллицы | Флаги, соответствующие буквам кириллицы                                     |
| ------------------------------------------------ | --------------------------------------- | --------------------------------------- | --------------------------------------------------------------------------- |
| А Аз                                             |                                         | .-                                      | "Нет", "Не согласен", "Не разрешаю" (Отрицательный ответ).                  |
| Б Буки                                           |                                         | -...                                    | Сняться с якоря. Дать самый полный ход. "ББ" (БукиБуки) — ускорить манёвр.  |
| В Веди                                           |                                         | .--                                     | Ваш курс ведёт к опасности.                                                 |
| Г Глаголь                                        |                                         | --.                                     | Обнаружены корабли противника.                                              |
| Д Добро                                          |                                         | -..                                     | "Да", "Согласен", "Разрешаю" (Положительный ответ).                         |
| Е Есть                                           |                                         | .                                       | Действовать самостоятельно или согласно инструкции.                         |
| Ж Живете                                         |                                         | ...-                                    | Дать средний ход.                                                           |
| З Земля                                          |                                         | --..                                    | Дать задний ход.                                                            |
| И Иже                                            |                                         | ..                                      | Тревога. Боевая готовность.                                                 |
| Й И краткое                                      |                                         | .---                                    | Обнаружил мину.                                                             |
| К Како                                           |                                         | -.-                                     | Выхожу из строя. Не могу управляться.                                       |
| Л Люди                                           |                                         | .-..                                    | Поворачиваю влево.                                                          |
| М Мыслете                                        |                                         | --                                      | Дать малый ход.                                                             |
| Н Наш                                            |                                         | -.                                      | Веду огонь. Гружу боеприпасы. Произвожу действия со взрывчатыми веществами. |
| О Он                                             |                                         | ---                                     | Следовать за мной. Прошу разрешения…                                        |
| П Покой                                          |                                         | .--.                                    | Повернуть вправо.                                                           |
| Р Рцы                                            |                                         | .-.                                     | Дежурный корабль.                                                           |
| С Слово                                          |                                         | ...                                     | Стоп машины.                                                                |
| Т Твердо                                         |                                         | -                                       | Иметь ход… узлов.                                                           |
| У Ухо                                            |                                         | ..-                                     | Терплю бедствие.                                                            |
| Ф Ферт                                           |                                         | ..-.                                    | Отмена.                                                                     |
| Х Ха                                             |                                         | ....                                    | Конец учения.                                                               |
| Ц Цепочка                                        |                                         | -.-.                                    | Возвратиться к своему соединению.                                           |
| Ч Червь                                          |                                         | ---.                                    | Человек за бортом.                                                          |
| Ш Шапка                                          |                                         | ----                                    | Дать полный ход.                                                            |
| Щ Ща                                             |                                         | --.-                                    |                                                                             |
| Ъ Твёрдый знак                                   |                                         | .--.-.                                  |                                                                             |
| Ы Еры                                            |                                         | -.--                                    |                                                                             |
| Ь Мягкий знак                                    |                                         | -..-                                    |                                                                             |
| Э Э оборотное                                    |                                         | ...-...                                 |                                                                             |
| Ю Юла                                            |                                         | ..--                                    |                                                                             |
| Я Яко                                            |                                         | .-.-                                    | Дать самый малый ход.                                                       |
| Флаги, соответствующие цифрам                    |                                         |                                         |                                                                             |
| 1 Один                                           |                                         | .----                                   | «У меня за бортом водолаз»                                                  |
| 2 Два                                            |                                         | ..---                                   |                                                                             |
| 3 Три                                            |                                         | ...--                                   |                                                                             |
| 4 Четыре                                         |                                         | ....-                                   |                                                                             |
| 5 Пять                                           |                                         | .....                                   |                                                                             |
| 6 Шесть                                          |                                         | -....                                   |                                                                             |
| 7 Семь                                           |                                         | --...                                   |                                                                             |
| 8 Восемь                                         |                                         | ---..                                   |                                                                             |
| 9 Девять                                         |                                         | ----.                                   |                                                                             |
| 0 Ноль                                           |                                         | -----                                   |                                                                             |
| Дополнительные и специальные флаги               |                                         |                                         |                                                                             |
| Первый дополнительный                            |                                         | ..-..                                   |                                                                             |
| Второй дополнительный                            |                                         | .---.                                   |                                                                             |
| Третий дополнительный (Должен иметь белую рамку) |                                         | .--..                                   |                                                                             |
| Четвёртый дополнительный                         |                                         | ....--..                                |                                                                             |
| Гюйс                                             |                                         | --..--                                  |                                                                             |
| Газ                                              |                                         | --.--..                                 |                                                                             |
| Дым                                              |                                         | -..--                                   |                                                                             |
| Телеграфный                                      |                                         | -..-..                                  |                                                                             |
| Шлюпочный                                        |                                         | ----.-..                                |                                                                             |
| Воздушный                                        |                                         | .-----                                  |                                                                             |
| Норд                                             |                                         | -.---                                   |                                                                             |
| Зюйд                                             |                                         | --..--..                                |                                                                             |
| Ост                                              |                                         | ---...-                                 |                                                                             |
| Вест                                             |                                         | .--....                                 |                                                                             |
| Вопросительный                                   |                                         | ..--..                                  |                                                                             |
| Ответный                                         |                                         | ...-.                                   |                                                                             |
| Исполнительный                                   |                                         | --..-                                   |                                                                             |

Для передачи сигналов флаги поднимаются на мачтах или реях в последовательности, соответствующей последовательности букв и цифр в передаваемом сообщении. В некоторых случаях передача сигнала осуществляется подъёмом одного сигнального флага — в этом случае флаг обозначал не букву, а приписанную ему стандартную фразу.
Каждый корабль ВМФ имел на борту специальные сигнальные книги (Трёхфлажный свод военно-морских сигналов, Шлюпочная сигнальная книга), с помощью которых можно было расшифровать любое сочетание сигнальных флагов.

## Примечательный факт
Распространённое выражение «дать добро» в смысле «разрешить какое-либо действие» происходит от флага, который обозначает букву «Д». В дореволюционной азбуке эта буква имела собственное имя «добро». А в своде сигналов соответствующий этой букве флаг также имел специальное значение «да, согласен, разрешаю».
Зачастую в служебной переписке начальник, накладывая резолюцию, в случае согласия на документе писал букву "Д" (Согласен) или "А" (НЕ согласен).